# Coupe du monde masculine de hockey sur gazon 1994
Navigation
Édition précédente Édition suivante
La 8e édition de la coupe du monde de hockey sur gazon a lieu du 23 novembre au 4 décembre 1994 à Sydney en Australie.

## Tour préliminaire

### Poule A
| Équipe      | PJ | V | N | D | BP | BC | Diff | Pts |
| ----------- | -- | - | - | - | -- | -- | ---- | --- |
| Pakistan    | 5  | 4 | 0 | 1 | 10 | 4  | +6   | 8   |
| Australie   | 5  | 4 | 0 | 1 | 9  | 4  | +5   | 8   |
| Angleterre  | 5  | 2 | 2 | 1 | 4  | 3  | +1   | 6   |
| Argentine   | 5  | 2 | 1 | 2 | 8  | 8  | 0    | 5   |
| Espagne     | 5  | 1 | 1 | 3 | 7  | 8  | –1   | 3   |
| Biélorussie | 5  | 0 | 0 | 5 | 2  | 13 | –11  | 0   |

### Poule B
| Équipe         | PJ | V | N | D | BP | BC | Diff | Pts |
| -------------- | -- | - | - | - | -- | -- | ---- | --- |
| Pays-Bas       | 5  | 4 | 1 | 0 | 21 | 6  | +15  | '9  |
| Allemagne      | 5  | 2 | 3 | 0 | 10 | 3  | +7   | 7   |
| Inde           | 5  | 2 | 1 | 2 | 11 | 10 | +1   | 5   |
| Corée du Sud   | 5  | 1 | 2 | 2 | 10 | 9  | +1   | 4   |
| Afrique du Sud | 5  | 0 | 4 | 1 | 5  | 9  | –4   | 4   |
| Belgique       | 5  | 0 | 1 | 4 | 6  | 26 | –20  | 1   |

## Phase finale
|  | Demi-finales    | Demi-finales    |                        |      | Finale          | Finale          |
|  | Demi-finales    | Demi-finales    |                        |      | Finale          | Finale          |
|  |                 |                 |                        |      |                 |                 |
|  | 2 décembre 1994 | 2 décembre 1994 |                        |      | 4 décembre 1994 | 4 décembre 1994 |
|  | 2 décembre 1994 | 2 décembre 1994 |                        |      | 4 décembre 1994 | 4 décembre 1994 |
|  | Australie       | 1               |                        |      | 4 décembre 1994 | 4 décembre 1994 |
|  | Australie       | 1               |                        |      | 4 décembre 1994 | 4 décembre 1994 |
|  | Pays-Bas        | 3               |                        |      | 4 décembre 1994 | 4 décembre 1994 |
|  | Pays-Bas        | 3               | Pays-Bas               | 1(3) |                 |                 |
|  | 2 décembre 1994 |                 | Pays-Bas               | 1(3) |                 |                 |
|  |                 | Pakistan        | 1(4)                   |      |                 |                 |
|  | Pakistan        | Pakistan        | 1(4)                   | 1(6) |                 |                 |
|  | Pakistan        |                 |                        | 1(6) |                 |                 |
|  | Allemagne       | 1(4)            |                        |      |                 |                 |
|  | Allemagne       | 1(4)            | Match pour la 3e place |      |                 |                 |
|  |                 |                 |                        |      |                 |                 |
|  | 4 décembre 1994 |                 |                        |      |                 |                 |
|  |                 |                 |                        |      |                 |                 |
|  | Australie       | 5               |                        |      |                 |                 |
|  | Australie       | 5               |                        |      |                 |                 |
|  | Allemagne       | 2               |                        |      |                 |                 |
|  | Allemagne       | 2               |                        |      |                 |                 |

### Nombre d'équipes par confédération et par tour
| Confédération | Phase de groupes                                             | Demi-finales         | Finale (dont champion) |
| ------------- | ------------------------------------------------------------ | -------------------- | ---------------------- |
| AHF           | 3 Pakistan Inde Corée du Sud                                 | 1 Pakistan           | 1(1) Pakistan          |
| EHF           | 6 Angleterre Espagne Biélorussie Pays-Bas Allemagne Belgique | 2 Pays-Bas Allemagne | 1(0) Pays-Bas          |
| OHF           | 1 Australie                                                  | 1 Australie          | aucun                  |
| PAHF          | 1 Argentine                                                  | aucun                | aucun                  |
| AfHF          | 1 Afrique du Sud                                             | aucun                | aucun                  |
| Total         | 12                                                           | 4                    | 2 (1)                  |